# U-454 (tàu ngầm Đức)
U-454 là một tàu ngầm tấn công  Lớp Type VII thuộc phân lớp Type VIIC được Hải quân Đức Quốc Xã chế tạo trong Chiến tranh Thế giới thứ hai. Nhập biên chế năm 1941, nó đã thực hiện được mười chuyến tuần tra, đánh chìm được một tàu buôn tải trọng 557 GRT và một tàu chiến tải trọng 1.870 tấn, đồng thời gây hư hại cho một tàu buôn khác tải trọng 5.395 GRT. Trong chuyến tuần tra cuối cùng, U-454 bị một thủy phi cơ Short Sunderland của Không quân Hoàng gia Australia đánh chìm trong vịnh Biscay vào ngày 1 tháng 8, 1943.

## Thiết kế và chế tạo

### Thiết kế

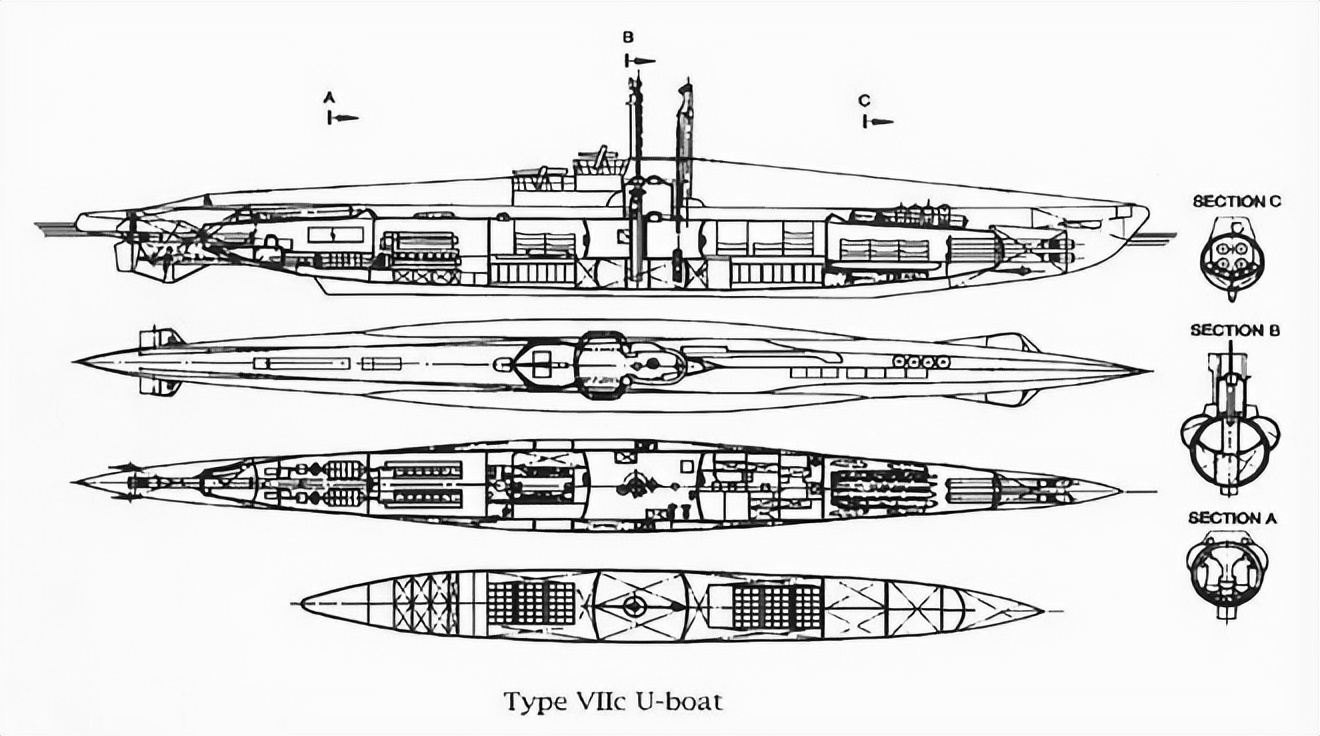
Sơ đồ các mặt cắt một tàu ngầm Type VIIC

Phân lớp VIIC của Tàu ngầm Type VII là một phiên bản VIIB được kéo dài thêm. Chúng có trọng lượng choán nước 769 t (757 tấn Anh) khi nổi và 871 t (857 tấn Anh) khi lặn). Con tàu có chiều dài chung 67,10 m (220 ft 2 in), lớp vỏ trong chịu áp lực dài 50,50 m (165 ft 8 in), mạn tàu rộng 6,20 m (20 ft 4 in), chiều cao 9,60 m (31 ft 6 in) và mớn nước 4,74 m (15 ft 7 in).
Chúng trang bị hai động cơ diesel Germaniawerft F46 siêu tăng áp 6-xy lanh 4 thì, tổng công suất 2.800–3.200 PS (2.100–2.400 kW; 2.800–3.200 bhp), dẫn động hai trục chân vịt đường kính 1,23 m (4,0 ft), cho phép đạt tốc độ tối đa 17,7 kn (32,8 km/h), và tầm hoạt động tối đa 8.500 nmi (15.700 km) khi đi tốc độ đường trường 10 kn (19 km/h). Khi đi ngầm dưới nước, chúng sử dụng hai động cơ/máy phát điện Garbe, Lahmeyer & Co. RP 137/c  tổng công suất 750 PS (550 kW; 740 shp). Tốc độ tối đa khi lặn là 7,6 kn (14,1 km/h), và tầm hoạt động 80 nmi (150 km) ở tốc độ 4 kn (7,4 km/h). Con tàu có khả năng lặn sâu đến 230 m (750 ft).
Vũ khí trang bị có năm ống phóng ngư lôi 53,3 cm (21 in), bao gồm bốn ống trước mũi và một ống phía đuôi, và mang theo tổng cộng 14 quả ngư lôi, hoặc tối đa 22 quả thủy lôi TMA, hoặc 33 quả TMB. Tàu ngầm Type VIIC bố trí một hải pháo 8,8 cm SK C/35 cùng một pháo phòng không 2 cm (0,79 in) trên boong tàu. Thủy thủ đoàn bao gồm 4 sĩ quan và 40-56 thủy thủ.

### Chế tạo
U-454 được đặt hàng vào ngày 20 tháng 10, 1939, và được đặt lườn tại xưởng tàu của hãng Deutsche Werke AG ở Kiel vào ngày 4 tháng 7, 1940. Nó được hạ thủy vào ngày 30 tháng 4, 1941, và nhập biên chế cùng Hải quân Đức Quốc Xã vào ngày 24 tháng 7, 1941 dưới quyền chỉ huy của Hạm trưởng, Đại úy Hải quân Burkhard Hackländer.

## Lịch sử hoạt động

### 1941
Sau khi hoàn tất việc huấn luyện trong thành phần Chi hạm đội U-boat 5, U-454 được điều sang Chi hạm đội U-boat 7 từ ngày 1 tháng 11, 1941 để hoạt động trên tuyến đầu cho đến khi bị mất.

#### Chuyến tuần tra thứ nhất
Sau khi di chuyển từ cảng Kiel, Đức dọc theo bờ biển Na Uy đến Kirkenes vào đầu tháng 12, 1941, U-454 khởi hành từ cảng ở phía cực Bắc Na Uy này vào ngày 25 tháng 12 cho chuyến tuần tra đầu tiên trong chiến tranh để hoạt động trong biển Barents ngoài khơi bán đảo Kola, Liên Xô. Tại đây lúc 06 giờ 32 phút ngày 17 tháng 1, 1942, nó phóng ngư lôi đánh chìm tàu đánh cá vũ trang Liên Xô RT-68 Enise (557 tấn) ở vị trí khoảng 78 nmi (144 km) về phía Bắc Kanin Nos, tại tọa độ 68°41′B 38°58′Đ / 68,683°B 38,967°Đ.
Cùng ngày hôm đó, lúc 18 giờ 46 phút, chiếc U-boat đã tấn công Đoàn tàu PQ-8, gây hư hại cho chiếc tàu buôn Anh Harmatis 5.395 GRT và đến 22 giờ 21 phút đã đánh chìm tàu khu trục Anh HMS Matabele (1.870 tấn) tại tọa độ 69°21′B 35°27′Đ / 69,35°B 35,45°Đ. Chỉ có hai người trong tổng số 238 thành viên thủy thủ đoàn của Matabele sống sót, phần lớn đã thiệt mạng do mìn sâu mang theo kích nổ dưới nước hay bị hạ thân nhiệt. U-454 kết thúc chuyến tuần tra khi quay trở về Kirkenes vào ngày 20 tháng 1, 1942.

### 1942

#### Chuyến tuần tra thứ hai và thứ ba
U-454 khởi hành từ Kirkenes vào ngày 27 tháng 1 cho chuyến tuần tra thứ hai, và đã tiếp tục hoạt động trong biển Barents, cho đến khi đi đến cảng Trondheim, Na Uy vào ngày 3 tháng 2.
Chuyến tuần tra thứ ba, xuất phát từ Trondheim vào ngày 24 tháng 2 và kết thúc tại Kirkenes vào ngày 15 tháng 3, vẫn được tiến hành trong biển Barent.

#### Chuyến tuần tra thứ tư và thứ năm
U-454 thực hiện thêm hai chuyến tuần tra, cùng xuất phát và kết thúc tại Kirkenes, để hoạt động trong biển Barents ngoài khơi bán đảo Kola và chung quanh đảo Bear. Chúng diễn ra từ ngày 24 tháng 3 đến ngày 2 tháng 4, và từ ngày 8 tháng 4 đến ngày 20 tháng 4. Sau đó vào cuối tháng 4 và đầu tháng 5, chiếc tàu ngầm lên đường đi Bergen, Na Uy và sau đó đến Kiel, Đức nơi nó đượ sửa chữa và đại tu.

#### Chuyến tuần tra thứ sáu
U-454 khởi hành từ cảng Kiel vào ngày 4 tháng 7 cho chuyến tuần tra thứ sáu, và đã tiến ra Bắc Hải, rồi băng qua khe GI-UK giữa các quần đảo Shetland và Faroe để vòng qua quần đảo Anh. Nó hoạt động tại vùng biển Bắc Đại Tây Dương về phía Đông Newfoundland, Canada, trước khi kết thúc chuyến tuần tra tại cảng St. Nazaire, bên bờ Đại Tây Dương của Pháp đã bị Đức chiếm đóng, đến nơi vào ngày 17 tháng 8.

#### Chuyến tuần tra thứ bảy
U-454 khởi hành từ căn cứ mới St. Nazaire vào ngày 26 tháng 9 cho chuyến tuần tra thứ bảy, kéo dài cho đến ngày 7 tháng 12 để hoạt động tại khu vực Trung tâm Bắc Đại Tây Dương. Nó vẫn không đánh chìm được mục tiêu nào, và kết thúc chuyến tuần tra tại St. Nazaire sau 73 ngày hoạt động trên biển, trở thành chuyến tuần tra dài ngày nhất của chiếc U-boat.

### 1943

#### Chuyến tuần tra thứ tám
Chuyến tuần tra tiếp theo kéo dài từ ngày 18 tháng 1 đến ngày 8 tháng 3, 1943, cùng bắt đầu và kết thúc tại St. Nazaire, khi U-454 hoạt động trong Bắc Đại Tây Dương về phía Tây Ireland và phía Bắc quần đảo Azores.

#### Chuyến tuần tra thứ chín
U-454 xuất phát từ St. Nazaire vào ngày 17 tháng 4 cho chuyến tuần tra thứ chín để tiếp tục hoạt động tại khu vực giữa Bắc Đại Tây Dương. Tại đây vào ngày 10 tháng 5, nó bị một máy bay ném bom-ngư lôi Fairey Swordfish xuất phát từ tàu sân bay hộ tống HMS Biter của Hải quân Hoàng gia Anh tấn công, buộc chiếc tàu ngầm phải lặn xuống ẩn nấp, nhưng không bị hư hại. Nó kết thúc chuyến tuần tra khi đi đến cảng La Pallice ở La Rochelle, cùng bên bờ Đại Tây Dương của Pháp, vào ngày 23 tháng 5.

#### Chuyến tuần tra thứ mười – Bị mất
U-454 xuất phát từ cảng La Pallice vào ngày 26 tháng 7 cho chuyến tuần tra thứ mười, cũng là chuyến cuối cùng, để hoạt động trong Đại Tây Dương. Trong vịnh Biscay vào ngày 1 tháng 8, nó bị một thủy phi cơ Short Sunderland thuộc Liên đội 10 Không quân Hoàng gia Australia đánh chìm thả mìn sâu ở vị trí về phía Tây Bắc mũi Ortegal, Tây Ban Nha, tại tọa độ 45°36′B 10°23′T / 45,6°B 10,383°T. 32 thành viên thủy thủ đoàn của U-454 đã tử trận, và có 14 người sống sót được cứu vớt.  Chiếc Sunderland cũng bị hỏa lực phòng không của chiếc tàu ngầm bắn rơi, khiến sáu thành viên đội bay tử trận, và sáu người sống sót được cứu vớt.

### "Bầy sói" tham gia
U-454 từng tham gia mười chín bầy sói:
- Ulan (25 tháng 12, 1941 – 18 tháng 1, 1942)
- Aufnahme (7 – 10 tháng 3, 1942)
- Umhang (10 – 15 tháng 3, 1942)
- Eiswolf (28 – 31 tháng 3, 1942)
- Robbenschlag (8 – 14 tháng 4, 1942)
- Blutrausch (15 – 19 tháng 4, 1942)
- Wolf (13 – 30 tháng 7, 1942)
- Pirat (30 tháng 7 – 3 tháng 8, 1942)
- Steinbrinck (3 – 11 tháng 8, 1942)
- Panther (6 – 20 tháng 10, 1942)
- Veilchen (20 tháng 10 – 7 tháng 11, 1942)
- Kreuzotter (9 – 18 tháng 11, 1942)
- Landsknecht (20 – 28 tháng 1, 1943)
- Pfeil (1 – 9 tháng 2, 1943)
- Ritter (16 – 23 tháng 2, 1943)
- Amsel (26 tháng 4 – 3 tháng 5, 1943)
- Amsel 4 (3 – 6 tháng 5, 1943)
- Rhein (7 – 10 tháng 5, 1943)
- Elbe 2 (10 – 14 tháng 5, 1943)

### Tóm tắt chiến công
U-454 đã đánh chìm được một tàu buôn tải trọng 557 GRT và một tàu chiến tải trọng 1.870 tấn, đồng thời gây hư hại cho một tàu buôn khác tải trọng 5.395 GRT:
| Ngày             | Tên tàu      | Quốc tịch              | Tải trọng | Số phận      |
| ---------------- | ------------ | ---------------------- | --------- | ------------ |
| 17 tháng 1, 1942 | Harmatris    | United Kingdom         | 5.395     | Bị hư hại    |
| 17 tháng 1, 1942 | HMS Matabele | Hải quân Hoàng gia Anh | 1.870     | Bị đánh chìm |
| 17 tháng 1, 1942 | RT-68 Enisej | Hải quân Liên Xô       | 557       | Bị đánh chìm |